# Hermann Hengsberger
Hermann Hengsberger (* 6. Oktober 1900 in Melsungen; † 15. Dezember 1987 in Karlsruhe) war ein deutscher Richter.

## Leben
Nach dem Notabitur in Frankfurt am Main diente Hengsberger noch als Fahnenjunker beim  Deutschen Heer in Haguenau. Er studierte Rechtswissenschaft an der Philipps-Universität Marburg und  renoncierte am 19. Januar 1919 beim Corps Hasso-Nassovia. Als Inaktiver wechselte er an die Julius-Maximilians-Universität Würzburg. Er bestand 1922 das Referendarexamen und wurde 1923 in Marburg zum Dr. iur. promoviert. 1925 bestand er die Assessorprüfung. Er wurde Landrichter in Hanau (1928), Landgerichtsrat in Greifswald (1931) und Landgerichtsdirektor am Landgericht Lüneburg (1939). Von 1939 bis 1945 nahm er am  Zweiten Weltkrieg teil, zuletzt als Hauptmann. Nach englischer Kriegsgefangenschaft in einem früheren Konzentrationslager musste er sich der Entnazifizierung unterziehen. Während der Wartezeit begann er in Lüneburg eine Tischlerlehre. Er brach sie 1947 ab, als er zur Justiz zurückkehren konnte. 1948 war er in Lüneburg Vorsitzender einer Strafkammer. Von 1955 bis 1968 war er Bundesrichter am Bundesgerichtshof. Er gehörte dem 1. und dem 3. Strafsenat an. Er arbeitete am Leipziger Kommentar (9. Auflage) und am Lindenmaier-Möhring. Nach seiner Pensionierung war er noch bei einem Rechtsanwalt beim BGH tätig.
Am 18. September 1926 hatte er Lissy Rüdel aus Hanau geheiratet. Aus der Ehe gingen zwei Söhne und zwei Töchter hervor; darüber hinaus hatte er neun Enkel und vier Urenkel. Hengsberger wurde in Hanau neben seinen Eltern und seinem Bruder Kurt beerdigt.

## Auszeichnungen
- Ostmedaille[1]
- Kriegsverdienstkreuz (1939) mit Schwertern[1]